# Chesapeake and Ohio Railway

Logo der Chesapeake and Ohio

Die Chesapeake and Ohio Railway (CO, C&O) ist eine ehemalige Class-I-Bahngesellschaft in den Vereinigten Staaten. Sie geht auf die 1836 in Virginia gegründete Louisa Railroad zurück, die ab 1868 Chesapeake and Ohio Railroad und ab 1878 schließlich Chesapeake and Ohio Railway hieß. Die Bahngesellschaft existierte bis zum 30. April 1987 und ging in der CSX Transportation auf.

## Geschichte

### Anfangszeit
Die Chesapeake and Ohio Railway wurde am 18. Februar 1836 als Louisa Railroad gegründet. Sie baute eine 36 Meilen (58 Kilometer) lange Zweigstrecke, die in Taylorsville von der Hauptstrecke Richmond–Washington der Richmond, Fredericksburg and Potomac Railroad (RF&P) abzweigte und bis Louisa führte. Den Betrieb führte bis 1847 die RF&P, erst danach erwarb die Bahngesellschaft eigene Fahrzeuge und übernahm die Betriebsführung auf ihrer Strecke. Drei Jahre später änderte man den Namen in Virginia Central Railroad.
Die Bahnstrecke wurde 1851 nach Osten parallel zur RF&P bis Richmond und im Westen über die Blue Ridge Mountains verlängert. Der Blue Ridge Tunnel war damals mit 1299 Metern Länge einer der längsten Tunnel in Nordamerika. Der 27 Kilometer lange Abschnitt über die Blue Ridge Mountains von Mechums River bis Waynesboro wurde durch die staatliche Blue Ridge Railroad gebaut, die mit Eröffnung der Strecke 1858 an die Virginia Central ging.
Durch den Sezessionskrieg Anfang der 1860er Jahre wurde die Bahn stark in Mitleidenschaft gezogen. Einige Abschnitte wurden abgebaut, um den Rest betriebsfähig halten zu können. Bereits 1865 war die Strecke jedoch wieder vollständig in Betrieb. 1867 erreichte die Bahnstrecke Covington (Virginia) in den Alleghany Mountains. Der Staat Virginia wollte die westliche Verlängerung der Bahn bis an den Ohio River unter dem Namen Covington and Ohio Railroad bauen, was jedoch durch den Krieg nicht ausgeführt wurde. Die Virginia Central fusionierte am 31. August 1868 mit dieser Gesellschaft zur Chesapeake and Ohio Railroad.

### Ausbau des Netzes
1869 übernahm Collis P. Huntington die Chesapeake and Ohio Railway. Er plante eine transkontinentale Eisenbahn und trieb die westliche Verlängerung der C&O-Strecke voran. Am 29. Januar 1873 erreichte die Bahnstrecke die neugegründete Stadt Huntington am Ohio River. 1875 ging die Bahngesellschaft jedoch in Konkurs und der Weiterbau stockte zunächst. Die Gesellschaft wurde am 1. Juli 1878 als Chesapeake and Ohio Railway neu aufgestellt. 1882 verlängerte man die Hauptstrecke über Richmond hinaus bis nach Newport News, einer aufstrebenden Hafenstadt, wo vor allem Kohle verschifft wird.
Am 1. Oktober 1888 verkaufte Huntington die Bahn an das Vanderbilt-Imperium. Im gleichen Jahr hatte die Hauptstrecke entlang des Ohio River Covington (Kentucky) erreicht und die Bahngesellschaft pachtete die Richmond and Allegheny Railroad, die sie am 20. Januar 1890 kaufte. Diese Bahn war 1881 eröffnet worden und führte von Richmond westwärts über relativ flaches Gelände über Lynchburg. In Clifton Forge traf sie wieder auf die C&O-Hauptstrecke. Dadurch konnten die durchlaufenden Züge die bergige Strecke durch die Blue Ridge Mountains umgehen. 1890 wurde eine Verbindungsstrecke von Gordonsville (Virginia) zur Virginia Midland Railway eröffnet, über die die C&O-Züge bis nach Washington, D.C. fuhren. Auch die Elizabethtown, Lexington and Big Sandy Railroad wurde aufgekauft. Sie hatte ab 1872 eine Strecke von Huntington nach Lexington (Kentucky) gebaut und besaß Mitbenutzungsrechte für die Louisville and Nashville Railroad bis nach Louisville (Kentucky).
1909 und 1910 erwarb die C&O mehrere kleinere Bahngesellschaften in West Virginia und Virginia sowie die Chicago, Cincinnati and Louisville Railroad und dehnte dadurch ihr Netz bis nach Chicago aus. 1911 erwarb die C&O die Mehrheit an der Hocking Valley Railway, deren Hauptstrecke in Ohio von Toledo über Columbus nach Athens führte. Um diese Bahn mit der C&O-Hauptstrecke zu verbinden, gründete man die Chesapeake and Ohio Northern Railway. Die Verbindungsstrecke von Limeville (Kentucky) über den Ohio River bis Waverly (Ohio) ging 1917 in Betrieb. Von dort bis zur Hocking Valley Railway erhielt die C&O Mitbenutzungsrecht über eine Strecke der Norfolk and Western Railway. Da die Kapazitäten der Norfolk&Western-Strecke nicht ausreichten, baute die C&O parallel zu dieser Bahn die Chesapeake and Hocking Valley Railway von Greggs nach Valley Crossing, die 1926 in die C&O eingegliedert wurde, ebenso wie 1930 die Hocking Valley Railway selbst.

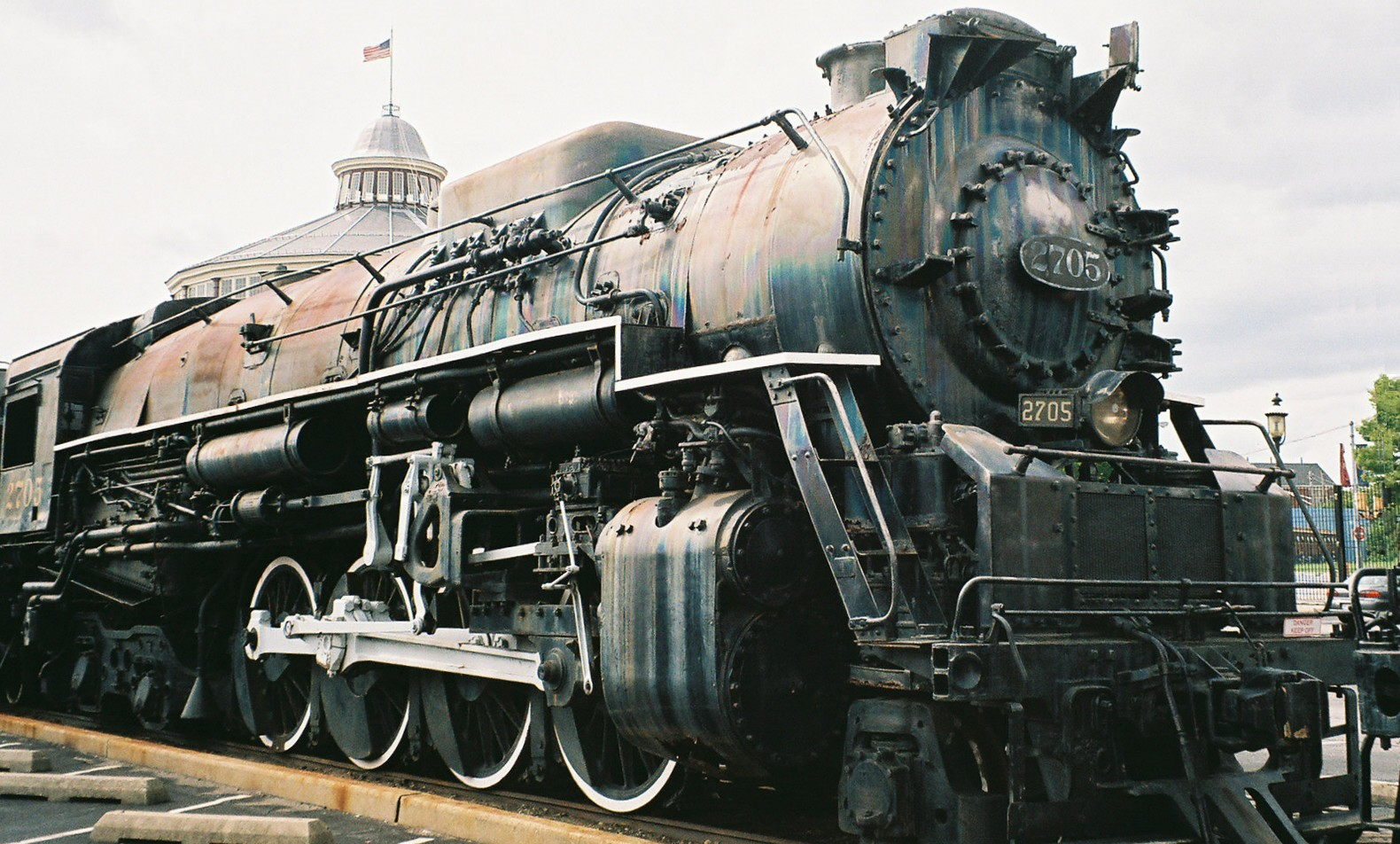
„Big Mike“ Nr. 2705, gebaut 1943, im Baltimore&Ohio-Museum in Baltimore (Maryland)

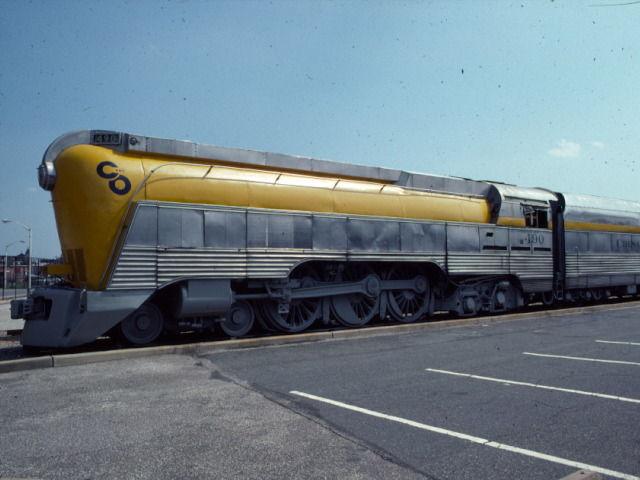
Class L Stromlinienlok der C&O

1923 hatten die Brüder Orris Paxton und Mantis James Van Sweringen 30 % der Chesapeake&Ohio erworben. Sie planten, diese mit der New York, Chicago and St. Louis Railroad, der Erie Railroad und der Pere Marquette Railway zu fusionieren und so eine weitere große Bahngesellschaft in der Osthälfte der Vereinigten Staaten als Konkurrenz zur Baltimore and Ohio Railroad und New York Central Railroad zu begründen. 1928 wurden die Pläne jedoch von der Regulierungsbehörde Interstate Commerce Commission endgültig abgelehnt. Durch die einsetzende Weltwirtschaftskrise brach jedoch das Van-Sweringen-Imperium zusammen und die weitreichenden Pläne konnten nicht verwirklicht werden. Für die C&O hatte das Intermezzo der Gebrüder Van Sweringen eine wichtige Folge. 1928 erwarb die Gesellschaft die Mehrheit der Pere Marquette Railway, mit der sie am 6. Juni 1947 schließlich fusionierte. Dadurch dehnte sich das Netz der C&O über den gesamten unteren Teil Michigans und bis nach Saint Thomas (Ontario) aus.
1933 verkehrte der George Washington erstmals. Der vollklimatisierte Expresszug von New York über die C&O bis nach St. Louis wurde mit einem schlafenden Kätzchen beworben, das im Volksmund den Namen Chessie, abgeleitet vom Namen der Bahngesellschaft erhielt, ein Name, der später zum offiziellen Namen der Bahngesellschaft werden sollte.

### Von der Chesapeake and Ohio zum Chessie System
Die Chesapeake and Ohio Railroad überdauerte alle Wirtschaftskrisen und Weltkriege ohne größere wirtschaftliche Probleme. Sie trachtete daher in den 1960er Jahren nach Fusionen mit anderen Gesellschaften, um ihr Streckennetz weiter auszubauen. Bereits 1960 bot die C&O der Baltimore and Ohio Railroad eine Übernahme an. Ende 1962 genehmigte die Interstate Commerce Commission diese und im Februar des darauf folgenden Jahres kaufte die C&O die Mehrheit an der Baltimore&Ohio. Bis 1973 erwarb sie über 90 % der Aktien.
Eine 1965 geplante Fusion mit der Norfolk and Western Railway sowie zahlreichen Bahngesellschaften im Nordosten der USA scheiterte an der wirtschaftlichen Situation einiger der Gesellschaften. Am 26. Februar 1973 wurde in Virginia die Chessie System Inc. gegründet, die am 15. Juni des Jahres die C&O sowie die Baltimore&Ohio und die Western Maryland Railway erwarb. Die C&O existierte weiterhin als Tochtergesellschaft. Erst mit der formalen Fusion der Tochtergesellschaften mit dem Chessie System am 30. April 1987 und der Fusion dieser mit der CSX Transportation am 31. August 1987 hörte die Chesapeake and Ohio Railroad Company auf zu existieren. Der Name Chessie lebt jedoch bis heute durch das C des Namens „CSX Transportation“ fort.